# (4300) Marg Edmondson
(4300) Marg Edmondson ist ein Hauptgürtelasteroid, der am 18. September 1955 am Goethe-Link-Observatorium entdeckt wurde.
Der Asteroid wurde nach Margaret Russell Edmondson, dem jüngsten Kind von Henry Norris Russell, benannt.